# Toni Cade Bambara
Toni Cade Bambara, nascida Miltona Mirkin Cade (25 de março de 1939 - 9 de dezembro de 1995), foi uma autora afro-americana, documentarista, ativista social e professora universitária.

## Biografia

### Infância e educação
Miltona Mirkin Cade nasceu no Harlem, Nova York, filha dos pais Walter e Helen (Henderson) Cade. Ela cresceu no Harlem, Bedford Stuyvesant (Brooklyn), Queens e New Jersey. Aos seis anos, ela mudou seu nome de Miltona para Toni e, em 1970, mudou seu nome para incluir o nome de um grupo étnico da África Ocidental, Bambara, depois de encontrar o nome escrito como parte de uma assinatura em um caderno de desenho descoberto em um baú entre os outros pertences de sua bisavó. Com o novo nome, ela sentiu que representava "o acúmulo de experiências", nas quais finalmente descobriu seu propósito no mundo. Em 1970, Bambara teve uma filha, Karma Bene Bambara Smith, com seu parceiro Gene Lewis, ator e amigo da família.
Bambara frequentou o Queens College em 1954, onde quase toda a população de estudantes de graduação era branca. No início, ela planejava se tornar médica, mas sua paixão pelas artes a levou a se formar em inglês. Como Bambara era apaixonada por jazz e diversas formas de arte em geral, ela se tornou membro do Dance Club do Queens College. Participou também do teatro, onde foi designada como encenadora e figurinista. Bambara estava entre os que participavam do canto folclórico quando ele surgiu pela primeira vez na década de 1950, quando as canções continham uma mensagem política inscrita. Bambara se formou no Queens College com bacharelado em Artes Cênicas/Literatura Inglesa em 1959.

### Trabalho e estudos
Mais tarde, ela passou a estudar mímica na Ecole de Mime Etienne Decroux em Paris, França. Ela se interessou por dança antes de concluir seu mestrado no City College, em Nova York, em 1964, enquanto atuava como diretora de programa da Colony Settlement House no Brooklyn. Ela também trabalhou para os serviços sociais de Nova York e como diretora de recreação na ala psiquiátrica do Metropolitan Hospital. De 1965 a 1969, ela trabalhou no programa "Search for Education, Elevation, Knowledge" (SEEK) do City College e ajudou em seu desenvolvimento. Ela ensinou inglês, publicou material e trabalhou com o grupo de teatro negro SEEK. Bambara também foi instrutor de inglês no New Careers Program de Newark, New Jersey, em 1969. Ela foi nomeada professora assistente de inglês no novo Livingston College da Rutgers University em 1969 e continuou até 1974. Foi professora visitante em Estudos Afro-Americanos na Emory University e na Atlanta University (1977), onde também lecionou na School of Social Work (até 1979). Bambara foi artista de produção residente no Neighborhood Arts Center (1975–79), no Stephens College em Columbia, Missouri (1976) e no Spelman College de Atlanta (1978–79). A partir de 1986, ela ensinou roteiro de cinema no Scribe Video Center de Louis Massiah, na Filadélfia. Bambara também deu palestras na Biblioteca do Congresso e na Smithsonian Institution, onde realizou leituras literárias.
Toni Cade Bambara foi diagnosticado com câncer de cólon em 1993 e dois anos depois morreu na Filadélfia, Pensilvânia.

## Ativismo
Bambara trabalhou nas comunidades negras para criar consciência em torno de ideias como feminismo e consciência negra. Como Bambara havia se tornado parte do corpo docente do City College, ela se esforçou para torná-lo mais inclusivo. Para fazer isso, ela queria adicionar mais aulas, como um curso de nutrição, para ensinar aos alunos mais sobre sua cultura. Bambara também queria ver a criação de uma academia que gerasse um ambiente no qual os alunos pudessem se envolver mais no aprendizado sobre os problemas políticos e sociais da comunidade, bem como sobre sua cultura.
Bambara participou de várias organizações comunitárias e ativistas, e seu trabalho foi influenciado pelos movimentos de direitos civis e nacionalistas negros da década de 1960. No início e meados da década de 1970, ela viajou para Cuba junto com Robert Cole, Hattie Gossett, Barbara Webb e Suzanne Ross para estudar como as organizações políticas femininas operavam. Ela colocou essas experiências em prática no final dos anos 1970, depois de se mudar com sua filha Karma Bene para Atlanta, Geórgia, onde Bambara cofundou o Southern Collective of African American Writers.

## Carreira literária
Bambara foi ativo no Movimento de Artes Negras dos anos 1960 e no surgimento do feminismo negro. Em seus escritos, ela se inspirou nas ruas de Nova York e sua cultura, onde a cultura a influenciou devido à sua experiência com os ensinamentos de "garveyistas, muçulmanos, pan-africanistas e comunistas contra o pano de fundo e a cultura da música jazz". Sua antologia The Black Woman (1970), incluindo poesia, contos e ensaios de Nikki Giovanni, Audre Lorde, Alice Walker, Paule Marshall e ela mesma, bem como trabalhos de alunos de Bambara do programa SEEK, foi a primeira coleção feminista a foco em mulheres afro-americanas. Tales and Stories for Black Folk (1971) continha trabalhos de Langston Hughes, Ernest J. Gaines, Pearl Crayton, Alice Walker e alunos. Ela escreveu a introdução de outra antologia feminista inovadora de mulheres de cor, This Bridge Called My Back (1981), editado por Gloria Anzaldúa e Cherríe Moraga . Embora Bambara seja frequentemente descrita como uma "feminista", em seu capítulo intitulado "Sobre a questão dos papéis", ela escreve: "Talvez precisemos abandonar todas as noções de masculinidade e feminilidade e nos concentrar na negritude."
O livro de Bambara de 1972, Gorilla, My Love, reuniu 15 de seus contos, escritos entre 1960 e 1970. A maioria dessas histórias é contada do ponto de vista da primeira pessoa e é "escrita em um inglês negro urbano rítmico". A narradora costuma ser uma jovem atrevida que é dura, corajosa e atenciosa e que "desafia o papel da vítima negra". Bambara chamou sua escrita de ficção "otimista". Entre as histórias incluídas estavam "Blues Ain't No Mockin Bird", bem como "Raymond's Run" e "The Lesson" . Esta coleção de contos espelhava o comportamento de Bambara, no qual foi descrito como "dramático, muitas vezes extravagante, com uma tendência para emoções autênticas".
Seu romance The Salt Eaters (1980) centra-se em um evento de cura que coincide com um festival comunitário em uma cidade fictícia de Claybourne, na Geórgia. No romance, personagens secundários usam uma mistura de técnicas médicas modernas junto com remédios e remédios populares tradicionais para ajudar a personagem central, Velma, a se curar após uma tentativa de suicídio. Por meio da luta de Velma e dos outros personagens que a cercam, Bambara narra o profundo sofrimento psicológico que os organizadores políticos e comunitários afro-americanos podem sofrer, especialmente as mulheres. Bambara continua a investigar ideias de doença e bem-estar na comunidade negra com um apelo à ação por meio de seus personagens. “Velma deve (e por extensão as mulheres negras) reafirmar relações saudáveis umas com as outras que criem e sustentem caminhos para a totalidade e repriorizem a saúde das mulheres negras no domínio mais amplo dos movimentos de justiça social.” Enquanto The Salt Eaters foi seu primeiro romance, ela ganhou o American Book Award. Em 1981, ela também ganhou o prêmio Langston Hughes Society.
Após a publicação e sucesso de The Salt Eaters, ela se concentrou na produção de cinema e televisão ao longo dos anos 1980. De 1980 a 1988, ela produziu pelo menos um filme por ano. Bambara escreveu o roteiro do filme de Louis Massiah de 1986, The Bombing of Osage Avenue, que tratou do ataque policial em massa à sede do grupo de libertação negra MOVE, na Filadélfia, em 13 de maio de 1985. O filme foi um sucesso, visto em festivais de cinema e veiculado em emissoras públicas nacionais.
O romance These Bones Are Not My Child (cujo manuscrito foi intitulado "If Blessings Come") foi publicado postumamente em 1999. Ele lida com o desaparecimento e assassinato de 40 crianças negras em Atlanta entre 1979 e 1981. Foi chamado de sua obra-prima por Toni Morrison, que o editou e também reuniu alguns dos contos, ensaios e entrevistas de Bambara no volume Deep Sightings & Rescue Missions: Fiction, Essays & Conversations (Vintage, 1996).
O trabalho de Bambara era explicitamente político, preocupado com a injustiça e a opressão em geral e com o destino das comunidades afro-americanas e organizações políticas de base em particular.
Protagonistas e narradoras femininas dominam sua escrita, que foi informada pelo feminismo radical e firmemente inserida na cultura afro-americana, com seu dialeto, tradições orais e técnicas de jazz. Como outros membros do Black Arts Movement, Bambara foi fortemente influenciado por "garveyistas, muçulmanos, pan-africanistas e comunistas" além de artistas de jazz modernos como Sun Ra e John Coltrane, cuja música serviu não apenas como inspiração mas forneceu um modelo estrutural e estético para formas escritas também. Isso é evidente em seu trabalho por meio do desenvolvimento de "situações não lineares que se constroem como improvisações para uma melodia" para focar no personagem e na construção de um senso de lugar e atmosfera. Bambara também creditou  sua obstinada mãe, Helen Bent Henderson Cade Brehon, que incentivou ela e seu irmão Walter Cade (um pintor consagrado) a se orgulharem da cultura e da história afro-americanas.
Bambara contribuiu para a série de documentários American Experience da PBS com Midnight Ramble: Oscar Micheaux and the Story of Race Movies . Ela também foi uma das quatro cineastas que fizeram o documentário colaborativo de 1995, WEB Du Bois: A Biography in Four Voices .

## Prêmios e reconhecimento
Bambara foi introduzida postumamente no Georgia Writers Hall of Fame em 2013.

### Ficção
- Gorila, meu amor. Nova York: Vintage, 1972 (contos)
- Guerra das Muralhas 1976, Meu Amor. Nova York: Random House, 1972 (contos)
  - " Blues não é nenhum Mockin Bird "
- A lição. Nova York: Bedford/St.Martin's, 1972 (contos)
  - "A lição"
- As aves marinhas ainda estão vivas: histórias coletadas. Nova York: Random House, 1977 (contos)
  - " História de uma garota "
- Os Comedores de Sal . Nova York: Random House, 1980 (romance)
- Toni Morrison (editor): Deep Sightings and Rescue Missions: Fiction, Essays and Conversations. Nova York: Pantheon, 1996 (vários)
- Esses ossos não são meus filhos. Nova York: Pantheon, 1999 (romance)
- Esta Ponte Chamava Minhas Costas. Quarta edição. Nova York: 2015 (vários)

### Acadêmico
- O romance adolescente aprendiz americano. City College de Nova York, 1964. 146 pp.
- Expressões negras do sul hoje. Instituto de Estudos do Sul, 1975.
- O que é que eu acho que estou fazendo de qualquer maneira. In: J. Sternberg (editor), A escritora sobre sua obra: mulheres contemporâneas refletem sobre sua arte e sua situação. Nova York: WW Norton, 1980, pp. 153–178.
- A salvação é a questão. In: Mari Evans (editora), Escritores de mulheres negras (1950–1980): uma avaliação crítica. Garden City, NY: Anchor/Doubleday, 1984, pp. 41–47.

### Antologias
- Como Toni Cade (editor): A Mulher Negra: Uma Antologia. Nova York: New American Library, 1970
- Toni Cade Bambara (editor): Contos e histórias para negros. Garden City, NY: Doubleday, 1971
- Prefácio, This Bridge Called My Back. Persephone Press, 1981.

### Roteiros produzidos
- Zora. WGBH-TV Boston, 1971[20]
- As meninas Johnson. Televisão Educativa Nacional, 1972.
- Transações. Escola de Serviço Social, Universidade de Atlanta, 1979.
- A Longa Noite. American Broadcasting Company, 1981.
- Epitáfio para Willie. K. Heran Productions, Inc., 1982.
- Tar Baby. Roteiro baseado no romance Tar Baby de Toni Morrison. Sanger/Brooks Film Productions, 1984.
- Corrida de Raymond. Sistema Público de Radiodifusão, 1985.
- O bombardeio da Avenida Osage. WHYY-TV Filadélfia, 1986.
- Cecil B. Moore : mestre tático da ação direta. WHY-TV Filadélfia, 1987.
- WEB Du Bois: Uma biografia em quatro vozes (1995)